# SU 1º Dezembro
Die Sociedade União 1º Dezembro ist ein Fußballverein aus Sintra in Portugal.

## Geschichte
Der Verein ist am 1. Dezember 1880 als Sociedade Filarmónica União 1ºDezembro gegründet wurden und hatte die ersten Jahrzehnte seines Bestehens seine Aktivitäten auf gesellschaftliche Betätigungen wie Tanz, Musik und literarische Rezitation konzentriert. Sportliche Aktivitäten spielten zunächst nur eine nachgeordnete Rolle, bis 1935 die Mitglieder der Fußball- und Tischtennisgemeinschaften gegenüber der Vereinsführung die Bildung und Finanzierung von Sportabteilungen erwirken konnten, während die Anhänger der Philharmonie den Club verließen. Am 6. April 1938 ist die Fußballmannschaft in die Associação de Futebol de Lisboa (AFL) aufgenommen wurden und damit dem Fußballverbund Portugals beigetreten.
Die Männermannschaft ist 2011 in die dritte portugiesische Liga aufgestiegen, die damalige IIª Divisão und heutige Campeonato de Portugal, in der sie seitdem in der Gruppe Sul vertreten ist.
Bekanntheit erlangte 1º Dezembro vor allem auch durch sein 1994 aufgestelltes Frauenfußballteam, welches 2000 erstmals und von 2002 bis 2012 elfmal in Folge die nationale Meisterschaft im Frauenfußball gewinnen konnte und damit bis heute Rekordmeister Portugals ist. Mit sieben gewonnenen Verbandspokalen ist das Frauenteam auch in diesem Wettbewerb Rekordtitelhalter. In allen elf Teilnahmen bei der UEFA Women’s Champions League zwischen 2002 und 2012 ist 1º Dezembro jeweils nach der Qualifikationsrunde ausgeschieden. Nach der letzten Meisterschaft 2012 hat der sportliche Zusammenbruch des Frauenteams eingesetzt, der nach der Saison 2013/14 im sportlichen Abstieg aus der obersten Spielklasse und der darauf beschlossenen Auflösung der A-Mannschaft gipfelte.
Seine Heimspiele trägt der Verein auf dem Campo Conde de Sucena aus.

## Erfolge
Fußball (Frauen):
- Portugiesischer Meister: 2000, 2002, 2003, 2004, 2005, 2006, 2007, 2008, 2009, 2010, 2011, 2012
- Portugiesischer Pokalsieger: 2004, 2004, 2007, 2008, 2010, 2011, 2012